# Pölkenstraße 47 (Quedlinburg)

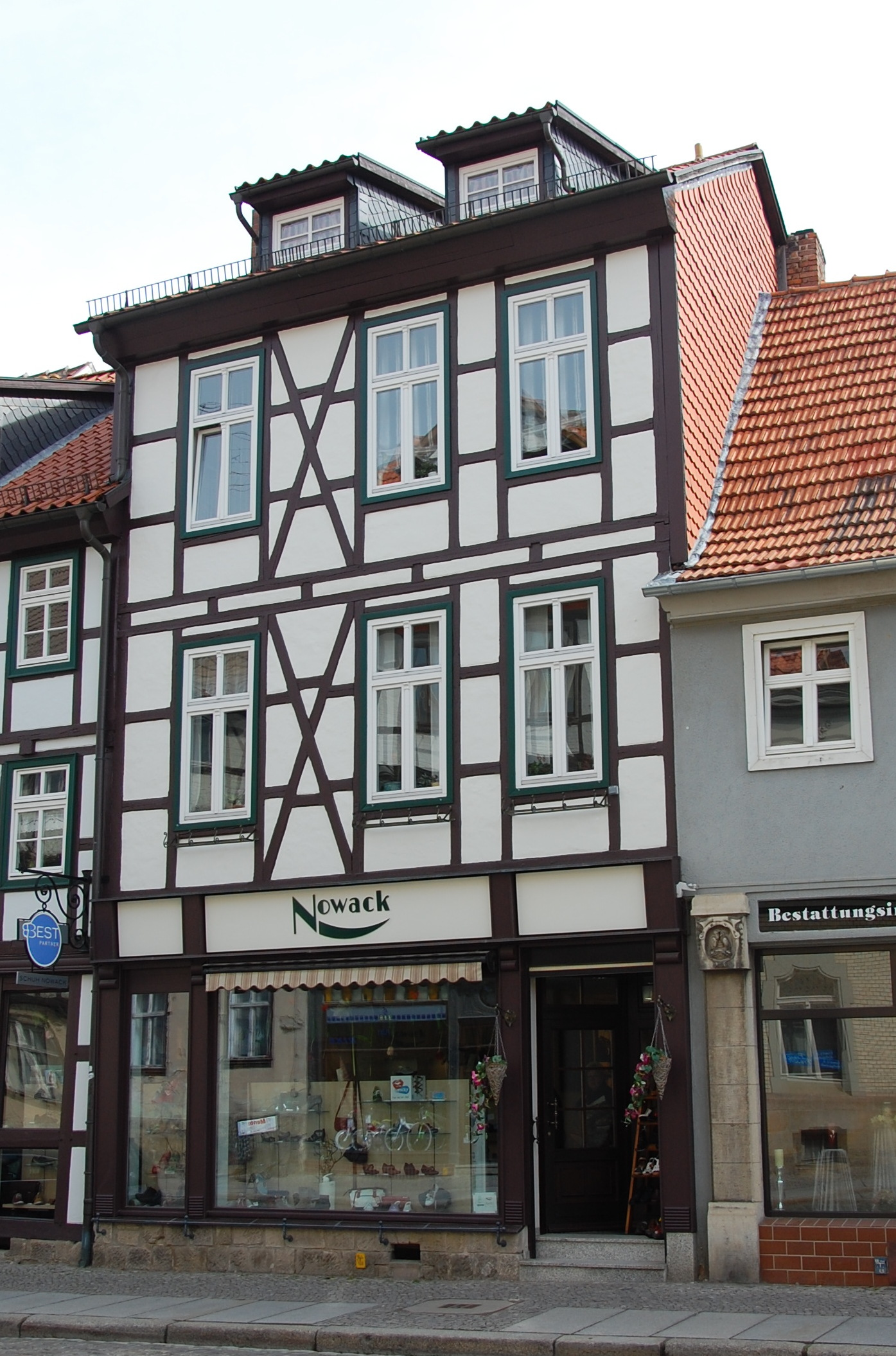
Haus Pölkenstraße 47

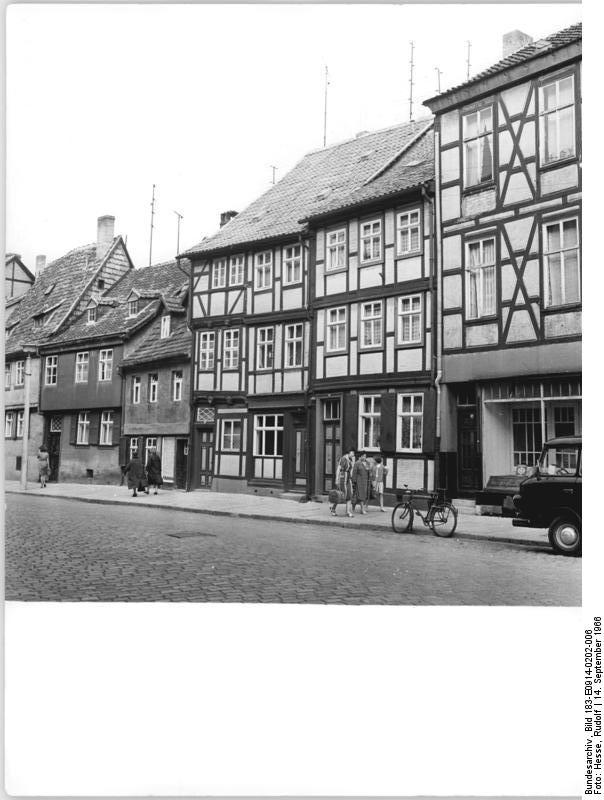
Straßenzug im Jahr 1966, rechts das Haus Pölkenstraße 47

Das Anwesen Pölkenstraße 47 ist eine denkmalgeschützte Hofanlage in der Stadt Quedlinburg in Sachsen-Anhalt.

## Lage
Es befindet sich in der historischen Quedlinburger Neustadt auf der Ostseite der Pölkenstraße und ist im Quedlinburger Denkmalverzeichnis als Ackerbürgerhof eingetragen. Nördlich grenzt das gleichfalls denkmalgeschützte Haus Pölkenstraße 46, südlich das Haus Pölkenstraße 48 an.

## Architektur und Geschichte
Das dreigeschossige Fachwerkhaus entstand in der Zeit um 1870. Zuvor befand sich hier ein im Jahr 1788 gemeinsam mit dem benachbarten Haus Nummer 47 von Zimmermeister Johann G. Stegmann errichtetes Fachwerkhaus. Auf ihn verweist eine mit einem Wappen versehene Inschrift J. G. STEGMAN Z. MEISTER. Die Hofbebauung besteht aus diversen Fachwerkgebäuden und Mauerresten, vor allem aus dem 17. und 18. Jahrhundert, wobei die Hofbauten mit dem Hof des südlich angrenzenden Grundstücks Pölkenstraße 48 korrespondieren.